# Salcia (okręg Gałacz)
Salcia – wieś w Rumunii, w okręgu Gałacz, w gminie Umbrărești. W 2011 roku liczyła 790 mieszkańców.